# Громов, Михаил Леонидович
Михаи́л Леони́дович Гро́мов (род. 23 декабря 1943, Бокситогорск, Ленинградская область) — советский, французский и американский математик, доктор физико-математических наук, лауреат Абелевской премии.
Внёс большой вклад в развитие метрической геометрии, симплектической геометрии, римановой геометрии, геометрической теории групп. Большое влияние на многие области математики оказали его исследования в теории гиперболических групп, а также работы, связанные с h-принципом.

## Биография
Родился в семье военных врачей-патологоанатомов — майора медицинской службы, доктора медицинских наук Леонида Иннокентьевича Громова (1899—1970) и старшего лейтенанта медицинской службы Лии Александровны Рабинович (1918—?), двоюродной сестры шахматиста Михаила Ботвинника. Племянник доктора геолого-минералогических наук В. И. Громова.
Во время войны мать служила начальником патологоанатомического отделения сортировочно-эвакуационного госпиталя № 341 и командиром приёмно-сортировочного взвода в составе 78-го отдельного медико-санитарного батальона 44-й стрелковой дивизии, участник обороны Ленинграда, в год рождения сына служила в медико-санитарном батальоне на Волховском фронте. Отец, уроженец Троицкосавска, служил начальником  патологоанатомического отделения эвакогоспиталя № 3415, затем № 3412, автор научных трудов, в том числе «Пособия по судебно-медицинской гистологии» (1958).
Учился в 217-й школе (б. Петришуле) г. Ленинграда. Окончил Ленинградский университет в 1965 году. Там же в 1969 году защитил диссертацию на степень кандидата физико-математических наук, а в 1973 году — диссертацию на степень доктора физико-математических наук.
Его научным руководителем был Владимир Абрамович Рохлин.
В этом же университете с 1967 года работал ассистентом и доцентом, затем научным сотрудником Ленинградского гидрометеорологического института и Центрального НИИ целлюлозно-бумажной промышленности.
В 1974 году с семьёй покинул Советский Союз по израильской визе и через Италию переехал в США. До 1981 года был профессором Университета штата Нью-Йорк в Стоуни-Брук, в 1981—1982 годах — Университета Парижа VI.
С 1982 года работал в Институте высших научных исследований во Франции, где занимал позицию постоянного профессора. В 1991—1996 годах — профессор Мэрилендского университета в Колледж-парке. С 1996 года — профессор Нью-Йоркского университета.

## Научный вклад

### Структуры
- Симплициальный объём
- Филинг-радиус
- Метрика Громова — Хаусдорфа
- Псевдоголоморфные кривые
- Гиперболические группы
- Гиперболичность в смысле Громова

### Теоремы
- Теорема Громова о компактности (Риманова геометрия)
- Теорема Громова о компактности (симплектическая геометрия)[англ.]
- Теорема Громова о числах Бетти
- Теорема о почти плоских многообразиях
- Теорема о симплектическом верблюде
- Теорема Громова о группах полиномиального роста
- Неравенство Бишопа — Громова
- 2π-теорема Громова — Тёрстона[англ.]

## Признание
- Премия Московского математического общества (1971)
- Премия Веблена по геометрии (1981)
- Премия Эли Картана (Prix Élie Cartan[фр.]) Парижской АН (1984)
- Премия Union des assurances de Paris[фр.] (1989)
- Премия Вольфа (1993)
- Премия Лероя П. Стила (1997)
- Медаль Лобачевского (1997)
- Премия Бальцана (1999)[18]
- Премия Киото (2002)
- Премия Неммерса по математике (2004)
- Премия Бойяи Академии наук Венгрии (2005)
- Абелевская премия (2009)
- Был приглашённым докладчиком на Международных конгрессах математиков в Ницце (1970), Хельсинки (1978), Варшаве (1982) и Беркли (1986).

## Звания
- Постоянный профессор французского Института высших научных исследований
- Почётный доктор Женевского университета (1992)
- Почётный профессор Школы математических наук Тель-Авивского университета
- Член Академии наук Франции (1997) (иностранный член с 1989)[19]
- Иностранный член Национальной академии наук США (1989)
- Иностранный почётный член Американской Академии искусств и наук (1989)
- Член Европейской Академии (1993)
- Почётный член Лондонского математического общества (2008)
- Иностранный член Норвежской академии наук
- Иностранный член Венгерской академии наук (2010)
- Иностранный член Лондонского королевского общества[20] (2011)
- Иностранный член Российской академии наук[21] (2011)